# Joachim Christoph von Jeetze

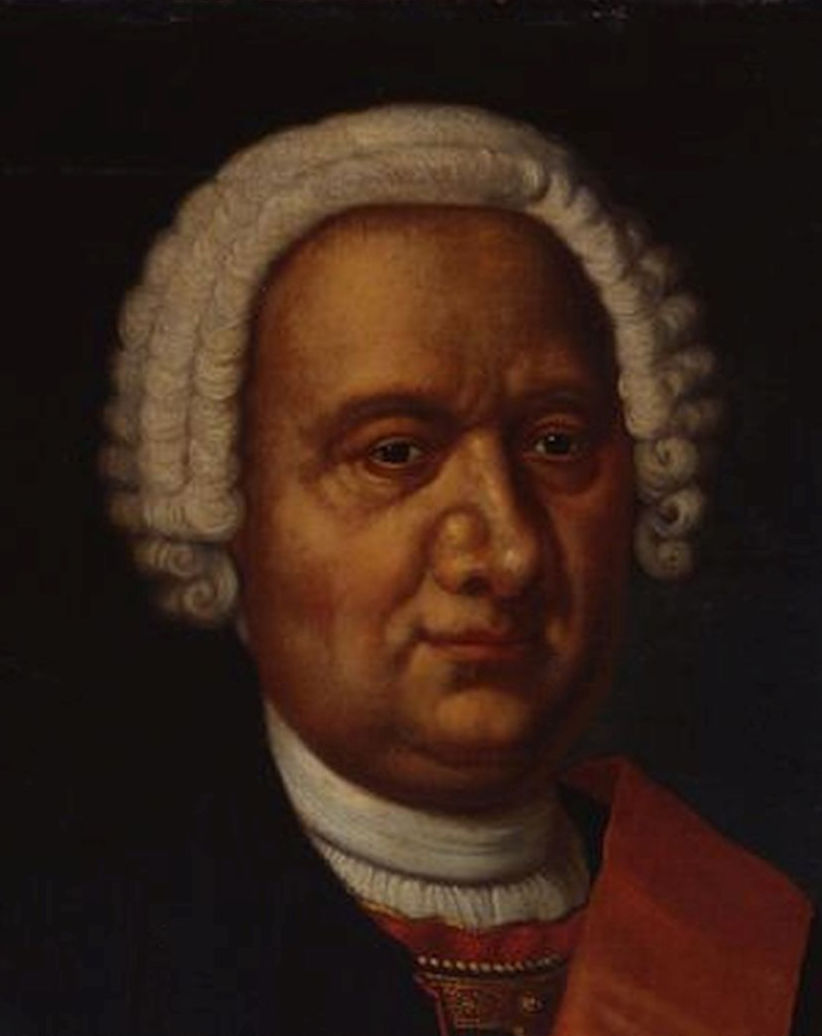
Joachim Christoph von Jeetze

Joachim Christoph Friedrich von Jeetze (* 16. September 1673 in Hohenwulsch in der Altmark; † 11. September 1752 in Potsdam) war ein preußischer Generalfeldmarschall.

## Leben

### Herkunft
Joachim Christoph Friedrich war der Sohn von Joachim Parum von Jeetze († 9. Februar 1709 in Büste) und dessen Ehefrau Dorothea Elisabeth, geborene von Vinzelberg (* 2. Mai 1650; † 1. Februar 1692).

### Militärkarriere

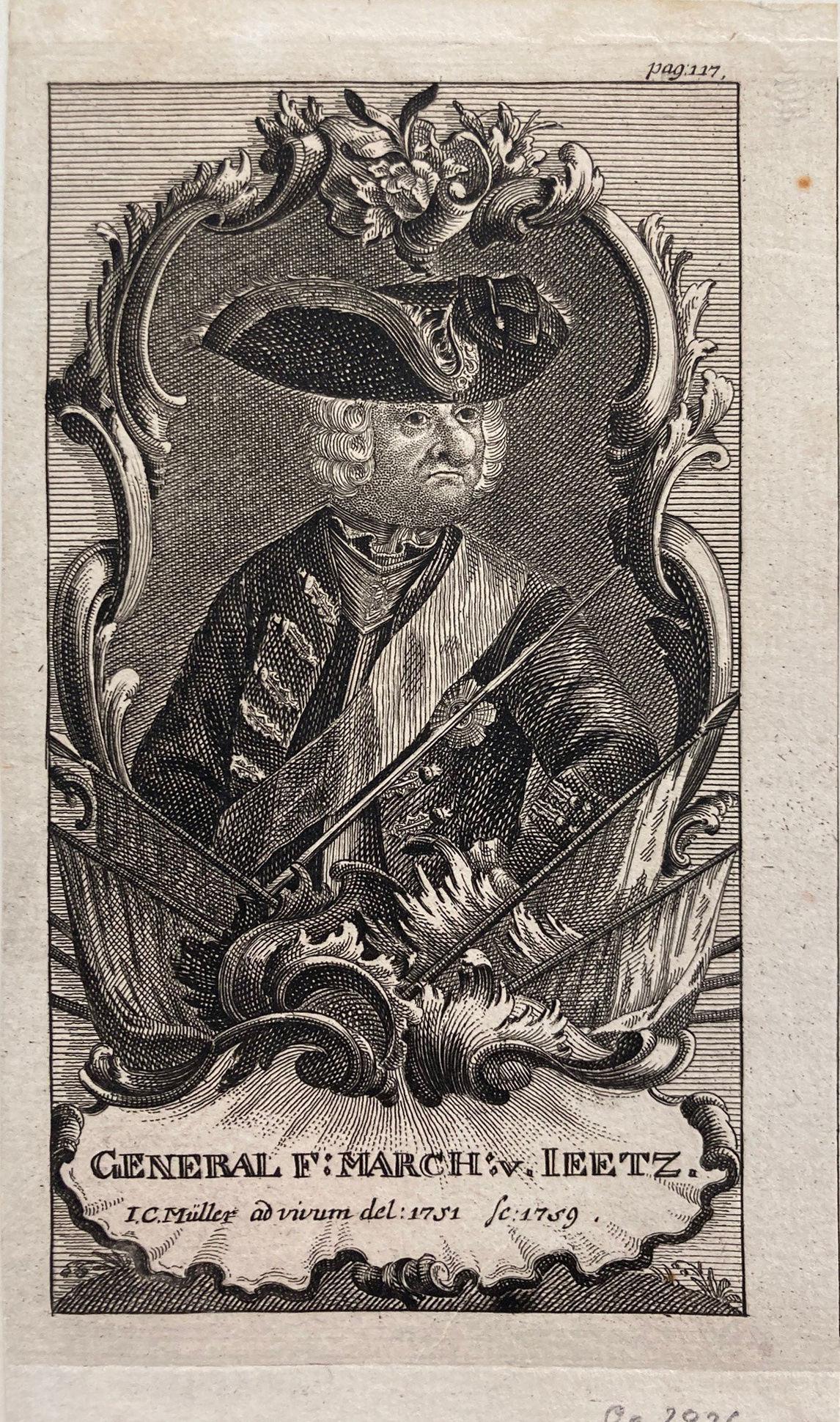
von Jeetze als Generalfeldmarschall

Zunächst diente Jeetze als Page am Hof des Kurfürsten Friedrich Wilhelm von Brandenburg. Nach dem Tod des Großen Kurfürsten ging Jeetze zum Militär und wurde beim Regiment „Markgraf von Brandenburg“ angestellt. Nachdem er die Belagerungen von Rheinberg, Kaiserswerth und Bonn erlebt hatte, wurde er zum Fähnrich ernannt. Auch in den folgenden militärischen Auseinandersetzungen zeichnete sich Jeetze aus und wurde 1693 zum Secondeleutnant und 1697 zum Premierleutnant ernannt.
Im Spanischen Erbfolgekrieg war Jeetze 1702 zunächst bei der erneuten Belagerung von Kaiserswerth und weiteren Orten eingesetzt. In diesem Zusammenhang wurde er zum Stabskapitän befördert. Im Jahr 1703 diente er vor Rheinberg und Geldern. Bei der Schlacht von Höchstädt im Jahr 1704 wurde Jeetze durch einen Schuss in den Unterleib schwer verwundet. In den folgenden Jahren bis 1709 diente er auf dem italienischen Kriegsschauplatz, in der Provence, in Savoyen und in Frankreich.
Kurz vor dem Frieden von Utrecht wurde er zum Major ernannt. In dieser Funktion nahm er 1715 an der Belagerung von Stralsund teil. Danach wurde Jeetze zum Oberstleutnant befördert. Im Jahr 1719 folgte die Beförderung zum Oberst. In der Folge diente Jeetze ab August 1725 zunächst als Kommandeur des Regiments „von Lottum“ und ab Ende Dezember 1727 als Kommandeur des Regiments „von Finckenstein“ in Bartenstein. Am 14. Februar 1733 wurde Jeetze Chef des Infanterieregimentes „von Thiele“, das seither den Namen „von Jeetze“ trug. Mit seinem Regiment nahm er am Rheinfeldzug teil und wurde 1737 anlässlich der Revue bei Stettin zum Generalmajor ernannt.
Jeetze tat sich besonders während der beiden ersten Schlesischen Kriege hervor. In der Schlacht bei Mollwitz kommandierte er den linken Flügel des ersten Treffens. Danach belagerte er mit seinem Regiment Brieg. Auf Grund der in dieser Zeit erworbenen Verdienste wurde Jeetze von Friedrich II. mit dem Schwarzen Adlerorden geehrt.
Am 3. November 1741 wurde er mit 68 Jahren im Rang eines Generalleutnants als Nachfolger von Generalfeldmarschall Curt Christoph Graf von Schwerin zum Militärgouverneur der Festung Peitz ernannt. Außerdem war er Amtshauptmann von Wollmirstädt und Wanzleben.
In der Schlacht bei Chotusitz (1742) befehligte Jeetze ein Korps. Während des Jahres 1744 stand Jeetze vor Prag. Am 19. Januar 1745 wurde er zum General der Infanterie ernannt. Als Kommandeur eines Korps kämpfte er bei Habelschwerdt, Hohenfriedberg und Soor. Beim Sturm auf Kesseldorf erbeutete sein Regiment zahlreiche Kanonen und entschied durch ihr Eingreifen die Schlacht.
Am 21. Mai 1746 erhielt Jeetze vom König die Erlaubnis, sich aufgrund seines hohen Alters und seiner Gesundheit auf seine Güter zurückzuziehen. Im Jahr 1747 wurde Jeetze zum Generalfeldmarschall ernannt. Während einer Einladung Friedrich II. nach Potsdam erlitt Jeetze dort einen Schlaganfall und verstarb. Er wurde auf Hohenwulsch beigesetzt.

### Familie
Am 13. Mai 1708 heiratete Jeetze Dorothea Sophie von Borstell (* 18. Juni 1689 in Groß Schwarzlosen; † 28. Mai 1759 in Stendal). Das Paar hatte vier Söhne und eine Tochter. Die Söhne wurden alle Militärs.
- Philipp Wilhelm (* 27. Februar 1709 in Groß Schwarzlosen; † 28. Mai 1759), preußischer Kapitän
- Karl Wilhelm (* 1. Juli 1710 in Manuta; † 7. Mai 1753 in Berlin), preußischer Oberst ⚭ Sophia Dorothea von Einsiedel, die Tochter von Gottfried Emanuel von Einsiedel
- Friedrich Wilhelm (* 24. November 1711 in St. Crossete bei Parma; † 18. März 1776 in Stendal), preußischer Kapitän ⚭ 27. Januar Sophie von Hake aus dem Hause Großkreutz († 10. Januar 1806)
- Wilhelm Leopold (* 7. Mai 1717 auf Hohenwulsch; † 1722)
- Sophia Hedwig (* 6. März 1714; † wenige Tage später)